# Трещины в древесине
Трещины в древесине — разрыв древесины вдоль волокон. Образует группу пороков древесины. Появление трещин связано с присутствием внутренних напряжений, имеющихся у каждого растущего дерева, а также напряжений, возникающих в срубленной древесине под воздействием внешних факторов. В зависимости от направления и времени появления виды трещин можно разделить на продольные и поперечные (единственный вид — трещина сжатия) у растущего дерева и трещины, возникающие в срубленной древесине. Различать трещины по видам имеет смысл только в крупных сортиментах, в мелких же трещины следует рассматривать как единый порок, выделяя только поперечные и, в некоторых случаях, отлуп.

## Влияние на качество древесины
Нарушая целостность древесины, трещины существенно влияют на её прочность и могут сильно снизить её сортность. Высохшая древесина при попадании воды через трещины усушки вновь увлажняется. Открытые трещины всех видов могут служить источником заражения грибами.

## Классификация
Условные обозначения:
- полужирным шрифтом выделяются названия трещин, присутствующие в ГОСТ;
- полужирным курсивом выделяются названия трещин, отсутствующие в ГОСТ;
- курсивом выделяются термины, а также пишутся названия, приведённые в другом месте статьи или в другой статье данной тематики;
- (неофиц.) — неофициальное название понятия, присутствующего в ГОСТ.

### Трещины, образующиеся в растущем дереве

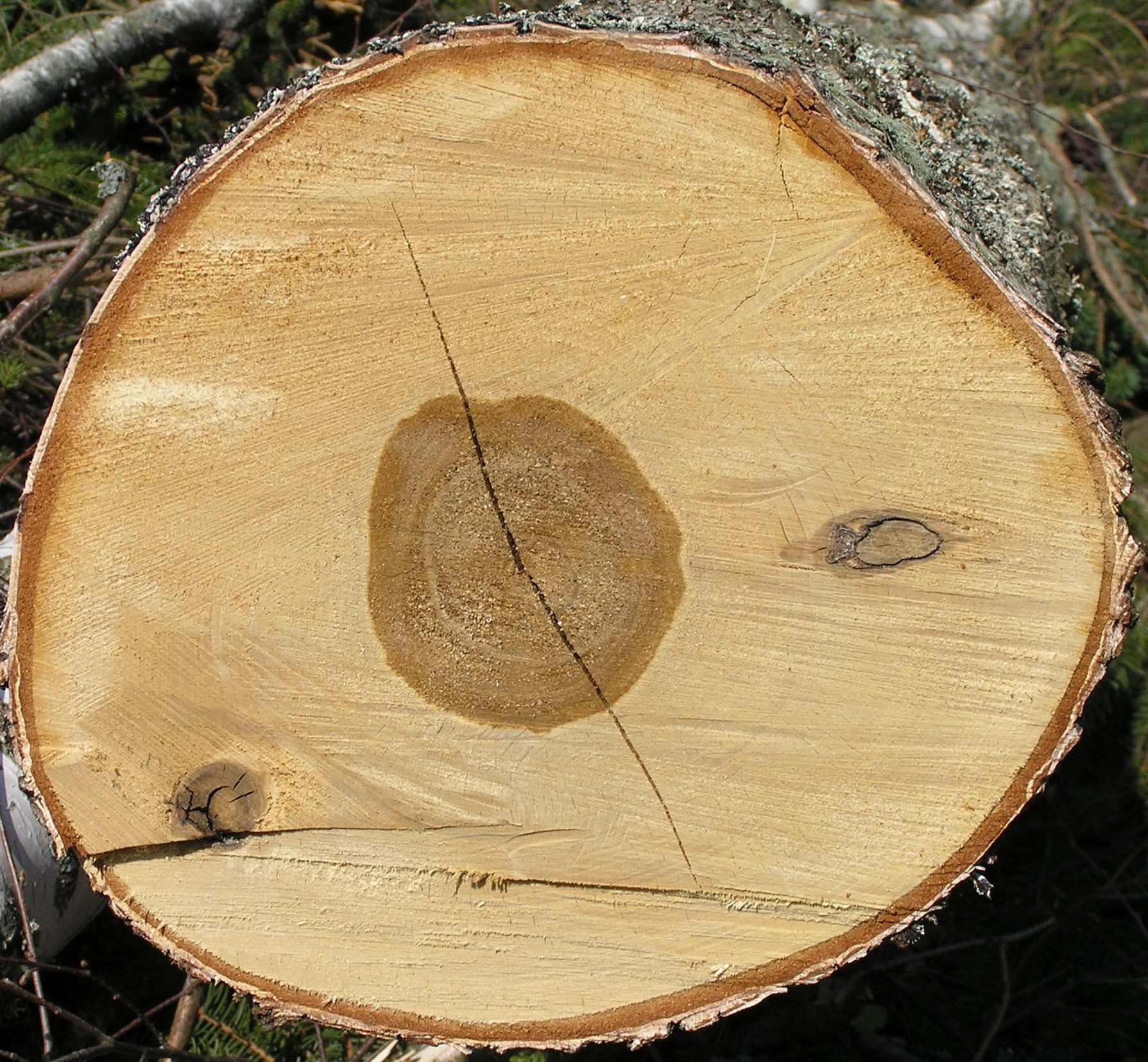
Простой метик

- Метиковая трещина, или метик[1] (неофициальное) — радиально направленная трещина в ядре, возникающая в растущем дереве, отходящая от сердцевины и имеющая значительную протяжённость вдоль ствола, но не доходящая до его периферии. Ограничивается, как правило, зоной ядра или спелой древесины. Следует отличать этот вид трещин от трещины усушки (см. ниже), которая может принять форму, напоминающую метик, но всегда короче его по протяжённости. Встречается во всех породах. Метик нарушает целостность древесины, что ведёт к снижению её прочности. Разновидности:
  - простой — идущий по одному радиусу или диаметру на торце, и
  - сложный, или звездчатый (сокр.), в том числе крестообразный метик;
  - согласный — если он идёт внутри ствола в одной плоскости, и
  - несогласный — если он идёт по спирали и выходит на другой торец направленным по-другому[2].
  - ши́льфер — совокупность коротких, идущих один под другим метиков в стволах старых косослойных сосен, пихт и елей. На поверхности пиломатериалов шильфер наблюдается в виде косых трещин с характерным чешуйчатым отслоением древесины, располагающимся под углом к годовым слоям;
  - ветренница — трещина или группа трещин в свежесрубленном дереве (в отличие от трещины усушки), расположенных радиально, но, в отличие от типичного метика, имеющих наибольшую ширину не в центре ствола, а между сердцевиной и периферийной частью[3].ОтлупМорозобоина на живом деревеСреди нормальных отрезков ядровой древесины видны чураки с морозобоиной

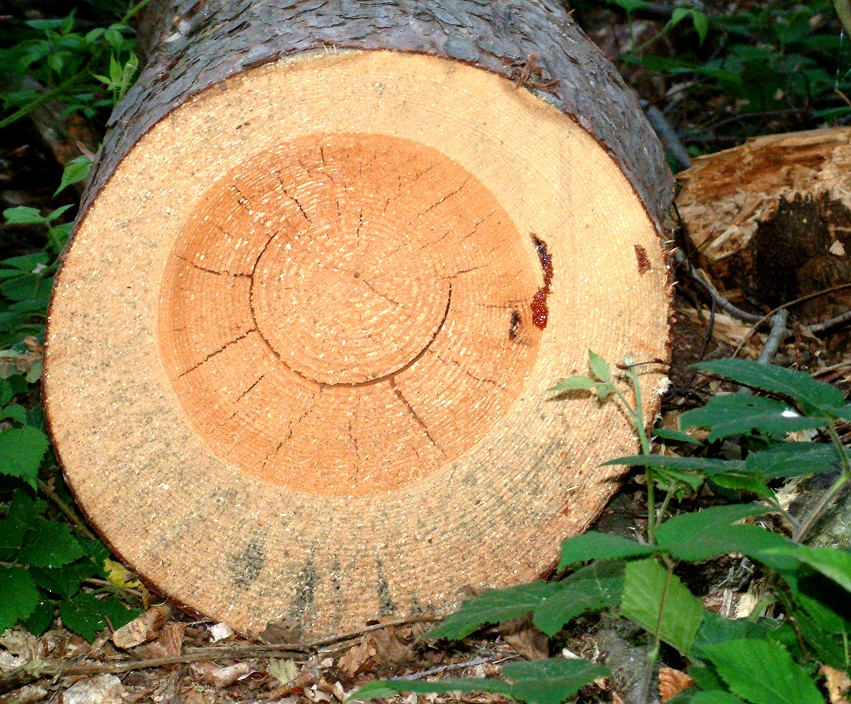
Отлуп

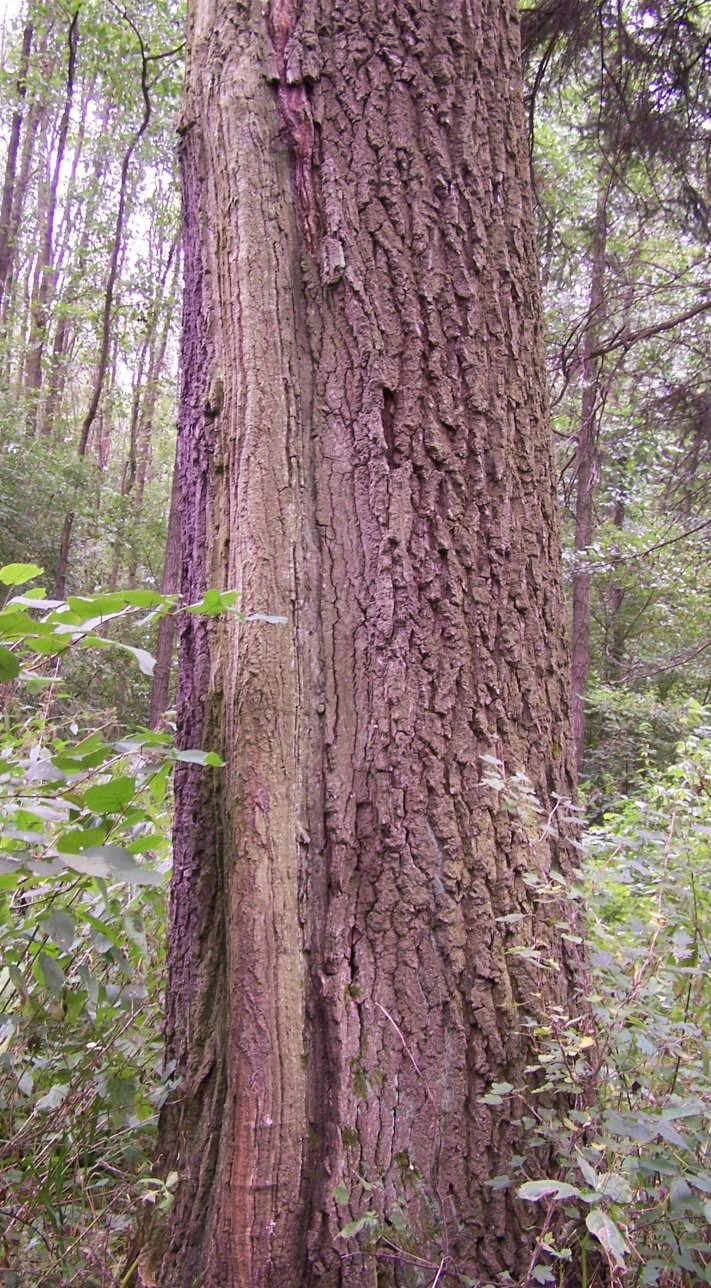
Морозобоина на живом дереве

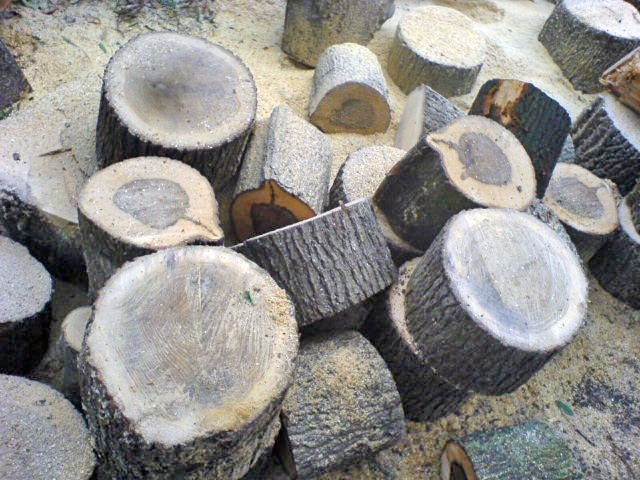
Среди нормальных отрезков ядровой древесины видны чураки с морозобоиной

- Отлупная трещина, или отлуп (неофициальное) — трещина, возникающая в растущем дереве, проходящая в зоне ядра или спелой древесины между годичными слоями и распространяющаяся на некоторое протяжение вдоль сортимента. В пиломатериалах на торце выглядит как дугообразная трещина, не заполненная смолой, а на боковых поверхностях — в виде продольных трещин или продольных желобчатых углублений. Возникает вследствие высыхания сердцевинной части и нагревания наружных слоёв, а также воздействия ветра и мороза. Особенно часто они появляются в местах резкого перехода мелкослойной древесины в широкослойную, что происходит при выставлении на свет угнетённых хвойных деревьев, например, при выборочной рубке. Часто возникновение отлупа бывает связано с поражением дерева ядровой гнилью, а у осины и других лиственных — с водослоем. Встречается в древесине всех пород, но особенно часто у дуба, осины, тополя, пихты, ели. Увеличивается при сушке. Степень влияния данного порока определяется его протяжённостью по длине и дуге, а у фанерного и пиловочного сырья также расстоянием трещины от центра. Отлупом не считается иногда встречающаяся трещина усушки (см. ниже) похожей формы. Если отлуп распространяется на всё годовое кольцо, то он называется
  - полным, или кольцевым,
  - и неполным, или частичным, или луночкой — если распространяется только на часть кольца[2].
- Морозная трещина, или морозобоина (неофициальное) — возникает в растущем дереве во время мороза при резком понижении температуры. Молодая морозобоина выглядит снаружи как простая продольная трещина, почти бесследно смыкающаяся при тёплых температурах; старая — как валик вдоль дерева (морозобойный хребет) с открывающейся или заросшей внутренней трещиной; в пиломатериалах — в виде длинных радиальных трещин с искривлёнными и утолщёнными годичными слоями и тёмными, а у хвойных — и засмолёнными стенками. В ГОСТ к морозным трещинам также причисляется
  - громобоина — трещина, возникшая вследствие удара молнии. Обычно сопровождается повреждением коры и наружных слоёв древесины, проходит вдоль всего ствола сверху донизу.
- Трещина сжатия — единственный вид поперечной трещины. Образуется в стволе молодого дерева при его раскачивании ветром или при давлении одностороннего снежного навала, когда изгибающая сила недостаточно велика, чтобы его сломать. Встречаются у хвойных пород — сосны, ели, пихты, веймутовой сосны и некоторых других. Идут от периферии ствола и иногда доходят до сердцевины. Хорошо заметны на струганой радиальной поверхности пиломатериалов в виде трещин, пересекающих годовые слои поперёк. На поверхности ствола обнаруживаются по валикам, окружающим ещё не заросшие трещины или закрывающим заросшие. Такие валики хорошо заметны на протяжении 10 лет и более, после чего ствол принимает нормальные очертания. Трещины сжатия возникают у деревьев, отличающихся тонкими малосбежистыми стволами, при густом их стоянии, чаще всего среди жердняка. Появление порока могут спровоцировать чрезмерно интенсивные рубки ухода. Так как прочность древесины на растяжение примерно в 3 раза больше прочности на сжатие, разрушение тканей происходит прежде всего в сжатой зоне. Лесоматериал, содержащий много таких, даже полностью заросших трещин, малопригоден для строительства и не может использоваться как высокосортный пиловочник. Пиломатериалы, имеющие такие трещины, часто ломаются уже в процессе распиловки.

### Трещины срубленной древесины
Трещины срубленной древесины возникают в процессе валки дерева, при дальнейшем хранении и переработке древесины.
- Трещины, возникающие при валке деревьев. Существуют две причины появления таких трещин. Одной из них является увеличение поперечных внутренних напряжений внутри ствола при ударе дерева о землю. При достаточно сильном ударе эти напряжения превосходят прочность древесины. Так, существует предположение, что именно при спиливании дерева на значительном расстоянии от земли может возникнуть метиковая трещина. В другом случае вследствие неправильных приёмов спиливания деревьев на их комле появляются отщепы и сколы. Величина отщепа и расположение его границ зависит от усилия валки и высоты его приложения, диаметра ствола в месте реза, породы дерева, наклона ствола, ветровой нагрузки и некоторых других факторов. Отщепы часто появлялись при механизированной заготовке леса машинами, производящими валку деревьев при помощи мощных толкающих рычагов без подпила.
  - Отщеп — возникшая при заготовке или распиловке лесоматериалов сквозная боковая трещина, отходящая от торца. По мере удаления от торца толщина отщепившейся части уменьшается. Согласно ГОСТ, входит в группу пороков «инородные включения, механические повреждения и пороки обработки»;
  - скол — участок с отколовшейся древесиной в приторцовой зоне лесоматериала. По мере удаления от торца толщина отколовшейся части уменьшается. Входит в ту же группу пороков, что и отщеп.

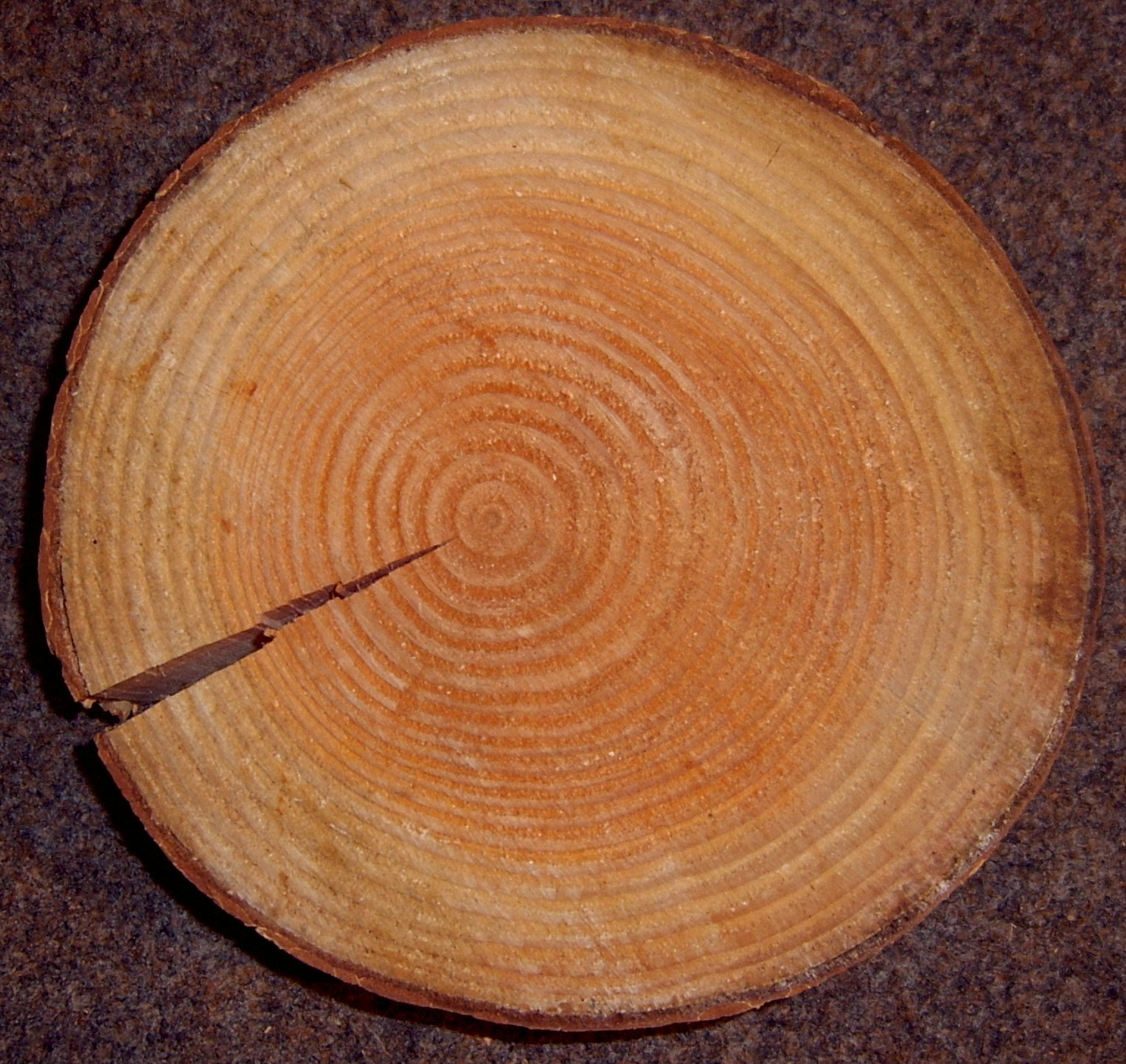
Трещина усушки

- Трещины усушки — это наружные трещины, возникающие в сортименте при высыхании древесины и распространяющиеся от поверхности вглубь. На торцах часто имеют вид метиковых или отлупных трещин, но в отличие от них, имеют небольшую протяжённость вдоль волокон, обычно не более 1 м; глубина их также меньше. Трещины усушки появляются тогда, когда влажность древесины становится ниже точки насыщения клеточных оболочек (ниже 30 %) и древесина начинает сжиматься (усыхать). Так как вода быстрее исчезает из наружных слоёв древесины, они становятся суше внутренних и уменьшаются в размерах раньше. В результате появляются растягивающие напряжения, разрывающие древесину вдоль по сердцевинным лучам. Быстрая сушка обычно приводит к большему растрескиванию. Чем ниже становится влажность древесины, тем сильнее она растрескивается. Усушка древесины в тангентальном направлении примерно в 2 раза больше, чем в радиальном, поэтому трещины усушки идут преимущественно в радиальном направлении. Трещины усушки появляются в древесине всех пород. Особенно подвержены растрескиванию древесина лиственницы, бука, липы, берёзы. В сосне появляется большее количество трещин, чем в ели, но последняя растрескивается глубже. При сушке сортименты крупных сечений растрескиваются сильнее, чем мелких. Особенно сильно растрескиваются сортименты с сердцевиной. Доски радиальной распиловки при усушке растрескиваются мало. Влияние трещин на качество древесины зависит от их размеров, расположения в сортименте, назначения древесины и её влажности. В высушенной древесине трещины могут быть допущены бо́льших размеров, чем во влажной. Волосные трещины (не шире 0,5 мм) обычно допускаются почти во всех высокосортных сортиментах, так же как и всякие трещины, не выходящие за пределы припусков на оторцовку, обрезку и строжку. В трещины усушки может попадать вода, увлажняя уже просохшую древесину, и проникать грибная инфекция, доходя до внутренних слоёв древесины.
- Трещины, возникающие при распиловке, пропарке и пропитке древесины. В отсутствие усушки в срубленной древесине тоже может происходить растрескивание. Такое явление наблюдается при пропаривании, когда в древесине происходит увеличение напряжений с одновременным снижением её прочности, при пропитке и при распиловке:
  - трещины, возникающие при распиловке древесины. Растрескивание древесины, имеющей влажность выше точки насыщения волокон, происходит при распиловке кряжей на пиломатериалы, а также крупных пиломатериалов на более мелкие, чаще у лиственных пород, а иногда и у хвойных. Оно объясняется перегруппировкой внутренних напряжений, особенно при наличии в сортиментах крени (у хвойных) и тяговой древесины (у лиственных). Чаще всего при распиловке растрескиваются широкие сердцевинные доски. В буковых пиломатериалах, в зависимости от их размеров, могут возникнуть трещины распиловки в количестве 10—15 %;
  - трещины, возникающие при пропарке древесины;
  - трещины, возникающие при пропитке древесины[4].

### Классификация трещин по положению в сортименте
По положению в сортименте трещины подразделяются следующим образом:
- боковая — выходящая на боковую поверхность сортимента или на боковую поверхность и торец (или торцы);
  - пластевая — боковая трещина, выходящая на пласть или на пласть и торец;
  - кромочная трещина — боковая трещина, выходящая на кромку или на кромку и торец;
- торцовая трещина — выходящая на торец (или торцы) и не имеющая выхода на боковую поверхность.

По количеству выходов на поверхность:
- несквозная — выходящая на боковую поверхность сортимента или на одну боковую поверхность и торец. В зависимости от глубины бывает неглубокой и глубокой;
- сквозная — боковая трещина, выходящая на две боковые поверхности или имеющая два выхода на одну боковую поверхность сортимента.

## Измерение
Для замера глубины трещин используется щуп — стальная линейка шириной 10 мм и толщиной 0,3 мм с нанесёнными на ней миллиметровыми делениями. Трещина измеряется в месте наибольшей ширины. Сердцевинная вырезка, в которую вписываются трещины при измерении, должна включать в себя все имеющиеся разнообразные трещины и быть минимального размера. Если трещины расположены в разных плоскостях (как, например, несогласный метик), то вырезка должна быть достаточного размера для того, чтобы вместить трещины на обоих торцах. Измерить трещины точнее всего можно в сухую погоду, так как при влажной погоде они уменьшаются.
Метики, отлупы и морозобоины измеряются в долях от диаметра торца, занимаемых сердцевинной вырезкой или вписанным в торец кругом, в которые укладываются эти трещины.
Трещины усушки наружные боковые измеряются по глубине в миллиметрах или долях диаметра сортимента в месте их измерения. В лесоматериалах для распиловки эти трещины могут измеряться минимальной толщиной сердцевинной вырезки без измерения глубины.
Трещины торцовые от усушки измеряются по их глубине в миллиметрах, считая от поверхности торца, а в верхних торцах, включая и припуск.
Для описания размеров трещин применяется приведённая ниже терминология.
- Размеры трещины относительно ширины сортимента:
  - малая — длина которой меньше ширины сортимента;
  - средняя — имеющая длину, не превышающую полуторную ширину сортимента;
  - крупная — длиной более полуторной ширины сортимента.
- Глубина несквозных трещин:
  - неглубокая — несквозная трещина в круглых лесоматериалах глубиной не более 1/10 диаметра соответствующего торца, но не более 7 см, а в пилопродукции или деталях — глубиной не более 5 мм, в пилопродукции или деталях толще 50 мм — не более 1/10 её толщины;
  - глубокая — несквозная трещина в круглых лесоматериалах глубиной более 1/10 диаметра соответствующего торца и в круглых лесоматериалах толще 70 см — более 7 см, а в пилопродукции или деталях — глубиной более 5 мм, в пилопродукции или деталях толще 50 мм — более 1/10 её толщины.
- По ширине:
  - волосная — очень узкая, до 0,5 мм шириной на поверхности сортимента;
  - сомкнутая — шириной не более 1,0 мм;
  - разошедшаяся — шириной более 1,0 мм.

На фанере трещины могут быть разошедшимися и плотно сомкнутыми.